# Längdhopp för damer i friidrott vid olympiska sommarspelen 2008
Damerna längdhopp vid olympiska sommarspelen 2008 ägde rum 19 och 22 augusti i Pekings Nationalstadion. 

## Medaljörer
| Event     | Guld                    | Guld   | Silver                    | Silver | Brons                     | Brons  |
| Längdhopp | Maurren Maggi Brasilien | 7,04 m | Tatiana Lebedeva Ryssland | 7,03 m | Blessing Okagbare Nigeria | 6,91 m |

## Kvalificering
Längden för att kvalificera sig till OS var 6,72 m (A-kvalgräns) och 6,60 m (B-kvalgräns).

## Rekord
Före tävlingarna gällde dessa rekord:
| Världsrekord     | Galina Tjistjakova   | 7,52 m | Leningrad, Sovjetunionen | 11 juni 1988      |
| Olympiskt rekord | Jackie Joyner-Kersee | 7,40 m | Seoul, Sydkorea          | 29 september 1988 |

## Resultat

### Kval
| Placering | Grupp | Namn                       | Nationalitet        | 1           | 2           | 3           | Märke | Noteringar |
| --------- | ----- | -------------------------- | ------------------- | ----------- | ----------- | ----------- | ----- | ---------- |
| 1         | B     | Brittney Reese             | USA                 | x           | 6,87 (+1,1) |             | 6,87  | Q          |
| 2         | A     | Maurren Maggi              | Brasilien           | 6,68 (+0,3) | 6,79 (+0,3) |             | 6,79  | Q          |
| 3         | B     | Tatiana Lebedeva           | Ryssland            | 6,65 (+0,7) | 6,70 (+1,4) | -           | 6,70  | q          |
| 4         | A     | Carolina Klüft             | Sverige             | 6,70 (+1,0) | x           | -           | 6,70  | q          |
| 5         | A     | Grace Upshaw               | USA                 | 6,47 (−0,2) | 6,68 (+0,6) | x           | 6,68  | q          |
| 6         | A     | Oksana Udmurtova           | Ryssland            | 6,48 (+1,3) | x           | 6,63 (+0,5) | 6,63  | q          |
| 7         | B     | Keila Costa                | Brasilien           | x           | 6,44 (+0,4) | 6,62 (+0,7) | 6,62  | q          |
| 8         | A     | Tabia Charles              | Kanada              | 6,33 (+1,5) | 6,61 (+0,6) | 6,49 (+0,9) | 6,61  | q          |
| 9         | A     | Funmi Jimoh                | USA                 | 6,42 (+0,9) | 6,28 (+1,1) | 6,61 (+0,8) | 6,61  | q          |
| 10        | B     | Jade Johnson               | Storbritannien      | 6,33 (0,0)  | 6,15 (+0,2) | 6,61 (+0,7) | 6,61  | q          |
| 11        | A     | Chelsea Hammond            | Jamaica             | 6,60 (+0,4) | x           | x           | 6,60  | q          |
| 12        | B     | Blessing Okagbare          | Nigeria             | 6,37 (+0,2) | 6,49 (+0,9) | 6,59 (+0,4) | 6,59  | q          |
| 13        | B     | Tatiana Kotova             | Ryssland            | 6,37 (+1,0) | 6,57 (+1,2) | x           | 6,57  |            |
| 14        | A     | Hrysopiyí Devetzí          | Grekland            | x           | 6,57 (+0,4) | x           | 6,57  |            |
| 15        | B     | Concepción Montaner        | Spanien             | 6,53 (+0,7) | 6,42 (+1,1) | 6,43 (+0,7) | 6,53  |            |
| 16        | B     | Bronwyn Thompson           | Australien          | x           | 6,53 (+0,3) | x           | 6,53  |            |
| 17        | A     | Yargelis Savigne           | Kuba                | x           | x           | 6,49 (+0,1) | 6,49  |            |
| 18        | B     | Irina Tjarnusjenka-Stasiuk | Belarus             | 6,48 (+1,1) | x           | x           | 6,48  |            |
| 19        | B     | Kumiko Ikeda               | Japan               | 6,44 (+0,8) | 6,47 (+0,1) | x           | 6,47  |            |
| 20        | A     | Denisa Ščerbová            | Tjeckien            | 6,40 (+0,8) | 6,46 (+1,5) | 5,17 (−0,1) | 6,46  |            |
| 21        | A     | Patricia Sylvester         | Grenada             | 6,44 (+0,9) | 6,42 (+0,1) | 6,38 (+0,4) | 6,44  |            |
| 22        | B     | Viorica Țigău              | Rumänien            | x           | 6,38 (+0,7) | 6,44 (+0,2) | 6,44  |            |
| 23        | A     | Viktorija Rjbalko          | Ukraina             | x           | x           | 6,43 (+0,3) | 6,43  |            |
| 24        | A     | Karin Melis Mey            | Turkiet             | x           | 6,42 (−0,4) | x           | 6,42  |            |
| 25        | B     | Ruky Abdulai               | Kanada              | x           | 6,41 (+0,4) | 6,25 (+1,0) | 6,41  |            |
| 26        | A     | Nina Kolarič               | Slovenien           | 4,92 (+1,4) | 6,19 (0,0)  | 6,40 (+0,6) | 6,40  |            |
| 27        | B     | Ksenija Balta              | Estland             | x           | 6,38 (+0,7) | x           | 6,38  |            |
| 28        | B     | Soon-ok Jung               | Sydkorea            | x           | x           | 6,33 (+0,5) | 6,33  |            |
| 29        | B     | Olga Rypakova              | Kazakstan           | x           | 6,30 (+1,5) | 6,04 (+0,6) | 6,30  |            |
| 30        | B     | Ivana Španović             | Serbien             | x           | x           | 6,30 (+1,8) | 6,30  |            |
| 31        | A     | Naide Gomes                | Portugal            | x           | x           | 6,29 (+0,5) | 6,29  |            |
| 32        | A     | Volha Sergeenka            | Belarus             | 6,25 (+0,1) | 6,02 (+0,4) | 6,09 (−0,6) | 6,25  |            |
| 33        | B     | Oleksandra Stadnjuk        | Ukraina             | x           | 6,19 (0,0)  | x           | 6,19  |            |
| 34        | B     | Marestella Torres          | Filippinerna        | 4,27 (+0,6) | 5,94 (−0,1) | 6,17 (+0,8) | 6,17  |            |
| 35        | A     | Pamela Mouele Mboussi      | Kongo-Brazzaville   | x           | 5,94 (+0,6) | 6,06 (+0,9) | 6,06  | NR         |
| 36        | B     | Arantxa King               | Bermuda             | 6,01 (−0,3) | x           | x           | 6,01  |            |
| 37        | A     | Rhonda Watkins             | Trinidad och Tobago | x           | 5,88 (+0,5) | x           | 5,88  |            |
| 38        | A     | Tricia Flores              | Belize              | 5,25 (+1,2) | x           | -           | 5,25  |            |
| i.u.      | B     | Anju Bobby George          | Indien              | x           | x           | x           | NM    |            |
| i.u.      | B     | Jackie Edwards             | Bahamas             | x           | x           | x           | NM    |            |
| i.u.      | A     | Jana Velďáková             | Slovakien           | x           | x           | x           | NM    |            |
| i.u.      | A     | Ljudmila Blonska           | Ukraina             |             |             |             | DSQ   |            |

### Final
22 augusti 2008 - 19:20
| Placering | Namn              | Nationalitet   | 1    | 2    | 3    | 4    | 5    | 6    | Resultat | Noteringar |
| --------- | ----------------- | -------------- | ---- | ---- | ---- | ---- | ---- | ---- | -------- | ---------- |
| 1         | Maurren Maggi     | Brasilien      | 7,04 | x    | x    | x    | 6,73 | x    | 7,04     | SB         |
| 2         | Tatiana Lebedeva  | Ryssland       | 6,97 | x    | x    | x    | x    | 7,03 | 7,03     | SB         |
| 3         | Blessing Okagbare | Nigeria        | 6,91 | 6,62 | 6,79 | 6,70 | 6,83 | x    | 6,91     | PB         |
| 4         | Chelsea Hammond   | Jamaica        | 6,79 | 6,68 | 6,51 | x    | 6,64 | 6,59 | 6,79     | PB         |
| 5         | Brittney Reese    | USA            | 6,65 | 6,76 | 4,23 | x    | 6,46 | 6,67 | 6,76     |            |
| 6         | Oksana Udmurtova  | Ryssland       | 6,69 | 6,70 | 6,67 | 6,61 | 6,65 | 6,49 | 6,70     |            |
| 7         | Jade Johnson      | Storbritannien | 6,51 | 6,64 | 6,40 | 6,59 | 6,43 | x    | 6,64     |            |
| 8         | Grace Upshaw      | USA            | 6,58 | x    | 6,52 | x    | x    | x    | 6,58     |            |
|           |                   |                |      |      |      |      |      |      |          |            |
| 9         | Carolina Klüft    | Sverige        | x    | 6,49 | 6,42 |      |      |      | 6,49     |            |
| 10        | Tabia Charles     | Kanada         | 6,16 | 6,38 | 6,47 |      |      |      | 6,47     |            |
| 11        | Keila Costa       | Brasilien      | x    | x    | 6,43 |      |      |      | 6,43     |            |
| 12        | Funmi Jimoh       | USA            | 6,24 | x    | 6,29 |      |      |      | 6,29     |            |

 VR - Världsrekord / =SB - Tangerat säsongsbästa / PB - Personbästa / SB - Säsongsbästa